# Yasuo Yamada
Pour les articles homonymes, voir Yamada.
Yasuo Yamada (山田 康雄, Yamada Yasuo), né le 10 septembre 1932 et mort le 19 mars 1995, est un seiyū japonais.
Il est connu pour avoir interprété Lupin III dans les adaptations animées du manga et doublé Clint Eastwood et Jean-Paul Belmondo dans les versions japonaises de ses films.

## Rôles

### Films d'animation
- Panda Petit Panda : Omawari-san
- Edgar de la Cambriole : Le Secret de Mamo : Lupin III
- Le Château de Cagliostro : Lupin III
- Edgar de la Cambriole : L'Or de Babylone : Lupin III

### Doublages de films étrangers
- Pinocchio (film, 1940) : Grand Coquin
- Le Muppet Show : Kermit
- Bernard et Bianca au pays des kangourous : Bernard
- Rox et Rouky : Dinky
- Clint Eastwood
- Graham Chapman dans Monty Python : La Vie de Brian : Brian et divers rôles
- Jean-Paul Belmondo dans :
  - L'Homme de Rio : Adrien Dufourquet
  - Paris brûle-t-il ? : Yvon Morandat
  - La Sirène du Mississippi : Louis Mahé
  - Borsalino : François Capella
  - Le Magnifique : Bob Saint-Clar/ François Merlin